# Грекоязычная гостиница
Грекоязычная гостиница (греч. Ελληνόγλωσσο Ξενοδοχείο) — тайная организация, созданная в Париже в 1814 году, целью которой было просвещение греков и организация борьбы за освобождение Греции из под власти Османской империи.
Её основателями были Григорий Залик и Атанасиос Цакалоф. Организация была предшественником «Филики Этерия» — другого греческого тайного общества, одним из учредителей которого также был Атанасиос Цакалоф, и которому удалось поднять греков на войну за свою независимость.
Одним из достижений общества была поставка 40.000 винтовок, приобретенных за счет французского правительства, грекам Пелопоннеса, Эпира и Македонии. 
Присяга при вступлении в общество подписывалась аббревиатурой ΦΕΔΑ, от Φιλικός Άλυτος Ελληνικός Δεσμός.